# أيغوافيفا
بلدية أيغوافيفا (بالإسبانية: Aiguaviva) هي بلدية تقع في مقاطعة جرندة التابعة لمنطقة كتالونيا شمال شرق إسبانيا.

## الديموغرافيا
بلغ عدد سكان بلدية أيغوافيفا 754 نسمة عام 2011 (وفقاً للمعهد الوطني الإسباني للإحصاء).
| 432 | 471 | 571 | 601 | 614 | 714 | 754 |